# Theodor Curtius
Theodor Curtius (ur. 27 maja 1857 w Duisburgu, zm. 8 lutego 1928 w Heidelbergu) – niemiecki chemik. Zajmował się głównie badaniami nad syntezą aminokwasów. W 1894 opracował metodę otrzymywania amin z amidów, od jego nazwiska nazwana reakcją Curtiusa. Odkrył związki diazowe oraz hydrazynę. Był profesorem Uniwersytetu w Heidelbergu.
Początkowo studiował nauki przyrodnicze, pod wpływem Roberta Wilhelma Bunsena w Heidelbergu i Hermanna Kolbego w Lipsku postanowił studiować chemię. Po obronie doktoratu w 1882 w Lipsku przeniósł się do laboratorium Adolfa von Baeyera na Uniwersytecie w Monachium. To tam dokonał odkrycia estru diazooctowego, pierwszego przedstawiciela nowej klasy organicznych związków azotu, diazowych kwasów tłuszczowych. W latach 1886 habilitował się w 
Erlangen pod kierunkiem Otto Fischera  23 grudnia 1889  został mianowany profesorem chemii i dyrektorem Instytutu Chemii w Kilonii. W 1898 przyjął propozycję pracy w Heidelbergu. Pozostał tam przez 28 lat jako dyrektor Instytutu Chemii. Pod koniec semestru zimowego w 1926 odszedł na emeryturę. W 1908 został doktorem honoris causa Uniwersytetu w Erlangen. 